# Партия социал-христианского единства
Партия социал-христианского единства, или Социал-христианское единство (исп. Partido Unidad Social Cristiana; PUSC) — правоцентристская политическая партия в Коста-Рике. Является христианско-демократической партией, входит в международную Христианско-демократическую организацию Америки. Основана в 1983 году после слияния партий, входивших в Коалицию единства: Христианско-демократической, Республиканской кальдеронистской, Народного союза и Партии демократического обновления. Исторические корни партии уходят в кальдеронизм, то есть движение сторонников Рафаэля Анхеля Кальдерона Гуардии, который был президентом страны в 1940-х годах. С момента основания до 2006 года партия была одной из двух доминирующих партий Коста-Рики, наряду с Партией национального освобождения. Членами партии были президенты Рафаэль Анхель Кальдерон Фурнье (1990—1994), Мигель Анхель Родригес Эчеверрия (1998—2002) и Абель Пачеко де ла Эсприэлья (2002—2006).

## История
Переговоры между основными правыми оппозиционными партиями о создании политической силы, способной противостоять Партии национального освобождения (ПНО), начались ещё в 1973 году. Народный союз (либеральная), Христианско-демократическая партия (христианская демократия), Республиканская кальдеронистская (кальдеронизм) и Демократическое обновление (социал-демократия) объединили силы в Коалицию единства 13 августа 1976 года. После первичных выборов Родриго Карасо стал кандидатом от альянса и одержав победу на всеобщих выборах 1978 года. Коалиция не только добилась поста президента, но и впервые с момента основания Партии национального освобождения получила парламентское большинство, не входящее в состав ПНО. Тем не менее, администрация Карасо была очень непопулярна из-за экономического кризиса и напряжённости в отношениях с соседней Никарагуа из-за поддержки Коста-Рикой повстанческих партизан Сандинистского фронта национального освобождения. Таким образом, кандидат от Коалиции на всеобщих выборах 1982 года Рафаэль Анхель Кальдерон Фурнье потерпел поражение, набрав всего 33 % голосов. Несмотря на это, Коалиция единства осталась второй политической силой.
17 декабря 1983 года четыре партии объединились в Партию социал-христианского единства, что вызвало определённые разногласия, особенно среди некоторых фракций Демократического обновления. Закон Коста-Рики требовал, чтобы каждая партия в коалиции объединилась, чтобы быть действительной, а также иметь возможность получить так называемый «политический долг» (вклад государства партиям после выборов, пропорциональный их поддержке на выборах). После серии сложных заседаний Демократического обновления, наконец, небольшим большинством голосов согласилось на слияние, и, таким образом, завершилось формирование Партии социал-христианского единства. В результате политическая система Коста-Рики перешла от системы с доминирующей партией к двухпартийной системе, в которой Партия национального освобождения и Партия социал-христианского единства стали двумя основными политическими силами.
Первые предварительные выборы партии были проведены 27 февраля 1989 года, на которых встретились Кальдерон Фурнье и Мигель Анхель Родригес Эчеверрия. В результате Кальдерон, набрав 75 % голосов, был выдвинут кандидом в президенты. Кальдерон, как сын исторического лидера кальдеронизма и социальных реформ 1940-х годов Рафаэля Анхеля Кальдерона Гуардия считался наиболее представительным лидером партии, в то время как Родригес происходил из либеральной фракции партии.
На выборах 1990 года Кальдерон одержал победу над Карлосом Мануэлем Кастильо. На выборах 1994 года от партии был выдвинут Мигель Анхель Родригес Эчеверрия, однако он проиграл кандидату от ПНО Хосе Марии Фигереса. Тем не менее на следующих выборах 1998 года с Родригесом в качестве кандидата партия получила как пост президента, так и парламентское большинство.
Следующие праймериз были проведены 10 июня 2001 года между тогдашним заместителем и телеведущим доктором Абелем Пачеко де ла Эсприэлья и бывшим министром Родольфо Мендесом Мата. Несмотря на то, что Кальдерон поддержал Мату, Пачеко выиграл праймериз, а затем и президентские выборы 2002 года, таким образом, оставшись у власти два срока подряд.

### Коррупционные скандалы
В 2004—2005 годах с чередой коррупционных скандалов оказались связаны три бывших президента Коста-Рики: Рафаэль Анхель Кальдерон Фурнье, Мигель Анхель Родригес Эчеверрия и Хосе Мария Фигерес Олсен. Все они подозревались во взяточничестве. Их обвинили в получении денег в обмен на обеспечение выгодных контрактов между частными компаниями Alcatel и Fischel с государственными корпорациями. Скандалы привели к тому, что Кальдерон и Родригес были арестованы, привлечены к ответственности, а Кальдерон осуждён, в то время как Фигерес не был арестован, поскольку он находился в стране, из которой не мог быть выдан. Родригес был оправдан по техническим причинам.

### После скандалов
Кандидатом от партии в 2006 году, сразу после скандалов, был премьер-министр Пачеко Рикардо Толедо. Толедо получил всего 3 % голосов, что стало позором для одной из главных партий страны. Поддержка антикоррупционной Партии гражданского действия увеличилась и она стала основным соперником ПНО, в то время как представительство Партии социал-христианского единства снизилось с 17 до 5 мест в парламенте после парламентских выборов 2006 года и с 58 до 9 мэров на муниципальных выборах того же года.
На выборах 2010 года кандидатом от партии был бывший вице-президент Луис Фишман, ставший первым еврейским кандидатом в президенты в истории Коста-Рики. Он получил лишь 5 % голосов, а партия сохранила 5 депутатских мест. В 2013 году Кальдерон предложил кандидатом в президенты в 2014 году доктора Родольфо Эрнандеса, тогдашнего директора Детской больницы Коста-Рики. Эрнандес сталкивается с бывшим министром в кабинете Мигеля Анхеля Родригеса Родольфо Пизой на партийных праймериз 2013 года. Эрнандес победил, набрав 75 % голосов.
Эрнандес получил большую поддержку и какое-то время был вторым по популярности кандидатом после Джонни Арайи из ПНО. Однако он ушёл в отставку с поста кандидата 3 октября 2013 года, заявив о постоянных предательствах со стороны руководителей партии, поэтому партия выдвинула на выборах Родольфо Пизу. Пиза получил только 6 % голосов, заняв 5-е место.
В 2015 году Кальдерон и его последователи покинули партию и основали новую под названием Социально-христианская республиканская партия (намёк на историческую партию отца Кальдерона). Тем не менее, партия одержала победу на муниципальных выборах 2016 года, заняв второе место по количеству голосов в муниципалитетах. Партия также получила 15 мэров (второе место после ПНО) и увеличила свою электоральную поддержку.
В 2016 году партия заявила о том, что выступает за равные права однополых пар в отношении семейного имущества, страхования в Фонде социального обеспечения Коста-Рики и наследования смерти, но по-прежнему не поддерживает однополые браки.

## Участие в выборах

### Президентские выборы
| Выборы | Кандидат                         | Голосов | %       | Место  | Результат |
| ------ | -------------------------------- | ------- | ------- | ------ | --------- |
| 1986   | Рафаэль Анхель Кальдерон Фурнье  | 542 434 | 45,8 %  | 2/6    | Поражение |
| 1990   | Рафаэль Анхель Кальдерон Фурнье  | 694 589 | 51,5 %  | ▲ 1/7  | Победа    |
| 1994   | Мигель Анхель Родригес Эчеверрия | 711 328 | 47,7 %  | ▼ 2/7  | Поражение |
| 1998   | Мигель Анхель Родригес Эчеверрия | 652 160 | 46,9 %  | ▲ 1/12 | Победа    |
| 2002   | Абель Пачеко де ла Эсприэлья     | 590 277 | 38,6 %  | 1/12   | Победа    |
| 2006   | Рикардо Толедо                   | 57 655  | 3,55 %  | ▼ 4/14 | Поражение |
| 2010   | Луис Фишман                      | 71 330  | 3,86 %  | 4/9    | Поражение |
| 2014   | Родольфо Пиза                    | 123 653 | 6,02 %  | ▼ 5/13 | Поражение |
| 2018   | Родольфо Пиза                    | 344 595 | 15,99 % | ▬ 5/13 | Поражение |

### Парламентские выборы
| Выборы | Лидер                            | Голосов | %       | Мест     | +/-  | Место  | Положение         |
| ------ | -------------------------------- | ------- | ------- | -------- | ---- | ------ | ----------------- |
| 1986   | Рафаэль Анхель Кальдерон Фурнье  | 485 860 | 41,4 %  | 25 из 57 | New  | 2/13   | Оппозиция         |
| 1990   | Рафаэль Анхель Кальдерон Фурнье  | 617 478 | 46,2 %  | 29 из 57 | ▲ 4  | ▲ 1/14 | Правительство     |
| 1994   | Мигель Анхель Родригес Эчеверрия | 595 802 | 40,4 %  | 25 из 57 | ▼ 4  | ▼ 2/15 | Оппозиция         |
| 1998   | Мигель Анхель Родригес Эчеверрия | 569 792 | 41,2 %  | 27 из 57 | ▲ 2  | ▲ 1/23 | Правительство     |
| 2002   | Абель Пачеко де ла Эсприэлья     | 453 201 | 29,8 %  | 19 из 57 | ▼ 8  | 1/18   | Правительство     |
| 2006   | Рикардо Толедо                   | 126 284 | 7,8 %   | 5 из 57  | ▼ 14 | ▼ 4/11 | Оппозиция         |
| 2010   | Луис Фишман                      | 155 047 | 8,2 %   | 6 из 57  | ▲ 1  | 4/18   | Оппозиция         |
| 2014   | Родольфо Пиза                    | 205 247 | 10,1 %  | 8 из 57  | ▲ 2  | 4/21   | Неаффилиированная |
| 2018   | Родольфо Пиза                    | 312 097 | 14,60 % | 9 из 57  | ▲ 1  | 4/25   | Оппозиция         |